# Broadcast (grup)
Broadcast és un grup indie de música electrònica fundat a Birmingham, Anglaterra, en 1995. El grup ha publicat tres àlbums així com diversos EPs i discs senzills.
Els seus membres originals foren Trish Keenan (veus), Roj Stevens (teclats), Tim Felton (guitarra), James Cargill (baix) i Steve Perkins (bateria). Posteriorment diversos bateries van participar amb el grup, incloent-hi Keith York, Phil Jenkins, Jeremy Barnes i Neil Bullock. En 2005, el grup va quedar reduït al duo format per Keenan and Cargill. Amb la mort de Keenan l'any 2011, Cargill roman com a membre únic.

## Història
Keenan (provinent del duo de folk Hayward Winters) i Cargill es van conèixer a mitjans dels 90s al club de música psicodèlica Sensateria, i varen formar el grup Pan Am Flight Bag el 1995, que varen re-anomenar Broadcast després d'uns quants concerts.
Els primers treballs del grup, tots dos del 1996, foren el senzill "Accidentals" (publicat per Wurlitzer Jukebox Records) i l'EP "The Book Lovers" (publicat el 25 de novembre per Duophonic Records). El grup va copsar l'atenció de la discogràfica Warp Records, que va agrupar les cançons del senzill i l'EP en el recopilatori Work and Non Work, publicat el 10 de novembre de 1997.
La cançó "You Can Fall" va ser inclosa a la banda sonora de la pel·lícula "Morvern Callar" dirigida per Lynne Ramsay i basada en el llibre del mateix nom d'Alan Warner.
El disc d'estudi de debut del grup, The Noise Made by People, va ser llançat per Warp el 20 de març de 2000; el grup va publicar també dos EPs el mateix any, Extended Play and Extended Play Two.
El seu segon disc de llarga durada, Haha Sound, va ser llançat l'11 d'agost de 2003, precedit per dos EPs, Microtronics Volume 01: Stereo Recorded Music for Links and Bridges i Pendulum. Felton va deixar el grup després de la publicació de Haha Sound per formar un nou projecte, Seeland, amb Billy Bainbridge, reduint Broadcast al duo format per Keenan i Cargill. Tots dos varen confeccionar el tercer àlbum, Tender Buttons, el 19 de setembre de 2005.
Warp va publicar una segona compilació de singles i rareses, The Future Crayon, l'agost de 2006.
L'octubre de 2009, Broadcast va publicar un àlbum en col·laboració amb The Focus Group anomenat Broadcast and the Focus Group Investigate Witch Cults of the Radio Age. A finals d'any el grup Gravenhurst va enregistrar una versió de la seva cançó la seva cançó "I Found the F" per al disc recopilatori Warp20 (Recreated).
El grup va ser triat per en Matt Groening per a participar en el festival All Tomorrow's Parties que va organitzar en maig de 2010 a Somerset, Anglaterra.
Keenan va morir el 14 de gener de 2011 a l'edat de 42 anys, degut a complicacions d'una pneumònia conseqüència de contraure la grip A(H1N1).
Broadcast van compondre la banda sonora de la pel·lícula de terror Berberian Sound Studio (2012) del director Peter Strickland.
Cargill, l'únic membre restant del grup, va revelar el 2011 en una entrevista per al magazine “Under the Radar” que estava en el procés de preparació d'un nou disc de Broadcast incorporant veus enregistrades per Keenan abans de morir.Aquesta informació va ser confirmada per Cargill en una entrevista per a l'edició d'abril de 2013 de la revista Shindig!, si bé a efectes de l'any 2017, l'àlbum no ha estat encara publicat.

## Estil
L'estil del grup, una barreja de sons electrònics i la veu de Keenan inspirada en els 60s, està enormement influenciat pel grup nord-americà de rock psicodèlic The United States of America, i també té fortes reminiscències a l'estil del grup Stereolab. No obstant la música de Broacdcast té un so més fosc i punyent – amb mostres de sons més amorfes i dissonàncies analògiques que li donen un caràcter més retro-futurístic i de ciència-ficció.

## Discografia
- The Noise Made by People (2000)
- Haha Sound (2003)
- Tender Buttons (2005)
- Broadcast and the Focus Group Investigate Witch Cults of the Radio Age (2009)
- Berberian Sound Studio (2013)